# Renunțarea la fumat

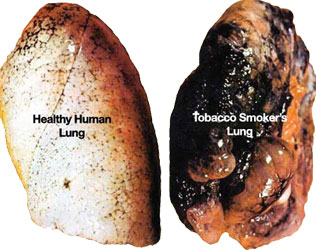
Un plămân sănătos în comparație cu plămânul unui fumător

Renunțarea la fumat este procesul de întrerupere a fumatului de tutun. Fumul de tutun conține nicotină, o substanță care provoacă dependență și poate duce la instalarea unei stări de dependență fizică și psihică. Din acest motiv, sindromul de sevraj nicotinic face ca procesul de renunțare la fumat să fie dificil.
Fumatul reprezintă principala cauză de deces prevenibil și constituie o problemă de sănătate publică la nivel global. Consumul de tutun este asociat în principal cu afecțiuni cardiovasculare și pulmonare, fiind un factor de risc major pentru:
- Infarct miocardic[3]
- Accident vascular cerebral
- Boală pulmonară obstructivă cronică (BPOC)[4]
- Fibroză pulmonară idiopatică[5]
- Emfizem pulmonar[6]
- Diverse forme și subtipuri de cancer (cancer pulmonar, cancer orofaringial, cancer esofagian, cancer laringian, cancer pancreatic)[7]

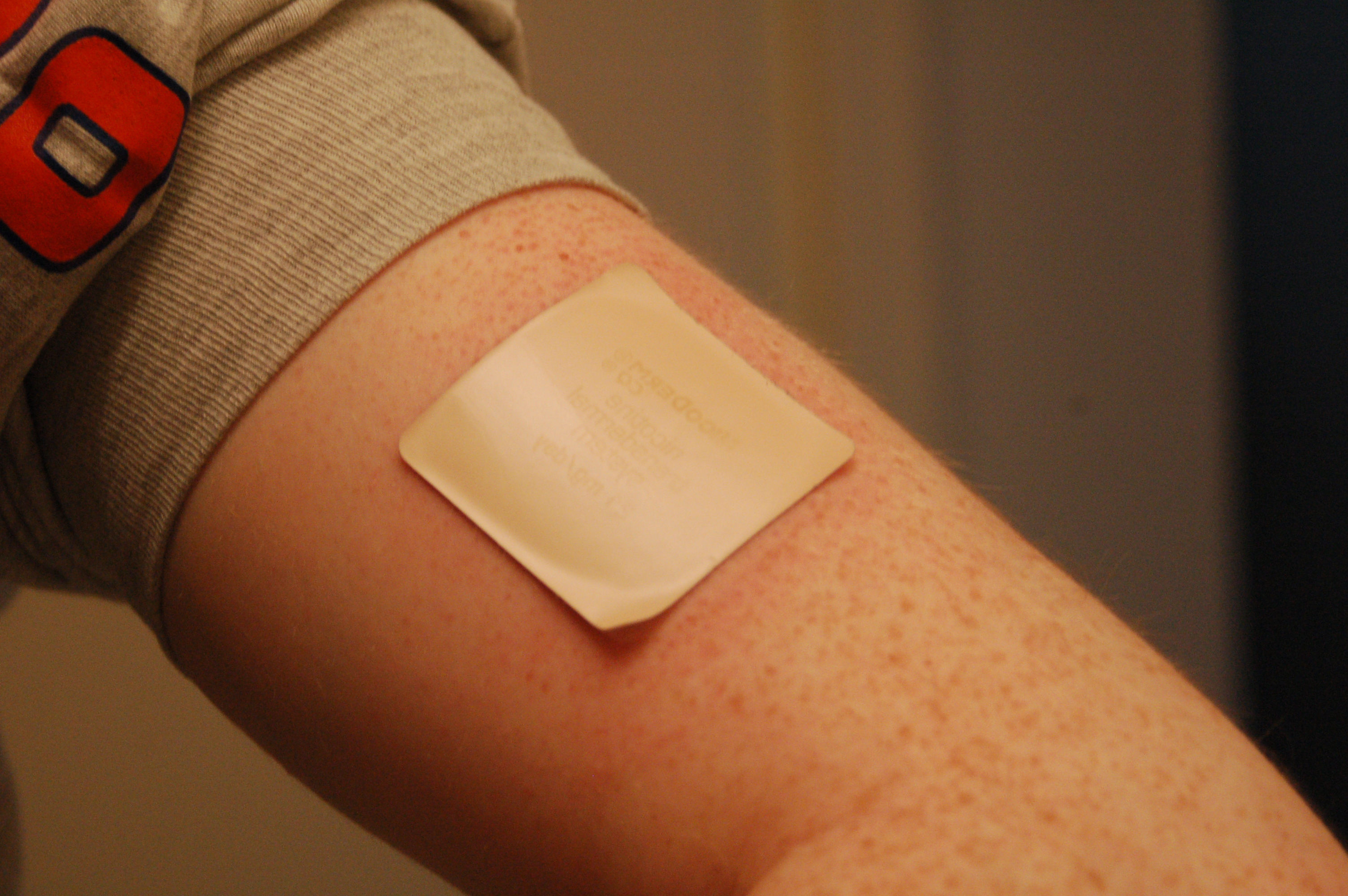
Un plasture cu nicotină cu doză de 21 mg aplicat pe brațul stâng

Renunțarea la fumat reduce semnificativ riscul de deces din cauze asociate fumatului. De exemplu, riscul de infarct miocardic scade cu 50% la un an după renunțare, iar riscul de cancer pulmonar se reduce cu 50% în decurs de 10 ani de la oprirea fumatului.
Există mai multe strategii care pot fi utilizate pentru renunțarea la fumat, printre care:
- renunțarea bruscă fără ajutor extern
- reducerea treptată a consumului urmată de oprirea completă
- consilierea psihologică sau comportamentală
- medicamente (bupropion, citizină, vareniclina)

La fumătorii dependenți de nicotină, renunțarea la fumat poate duce la simptome de sevraj nicotinic, cum ar fi pofta de nicotină, anxietate, iritabilitate, depresie și creștere în greutate. Ca și alte droguri care creează dependență fizică, dependența de nicotină provoacă o scădere a producției de dopamină și a altor neurotransmițători stimulatori, deoarece creierul încearcă să compenseze stimularea artificială cauzată de fumat.

## Terapia de substituție nicotinică
Produsele de substituție a nicotinei, inclusiv guma de mestecat și plasturii transdermici, se află pe Lista medicamentelor esențiale a Organizației Mondiale a Sănătății. Un plasture cu nicotină este un plasture transdermic care eliberează nicotină în corp prin piele. Plasturele se poartă de obicei între 16 și 24 de ore și poate fi îndepărtat înainte de culcare.
| Concentrație         | sub 10 țigări/zi                                                      | peste 10 țigări/zi                                                          |
| -------------------- | --------------------------------------------------------------------- | --------------------------------------------------------------------------- |
| Doză mare (21-25mg)  | Nu utilizați această concentrație                                     | Se începe cu concentrația maximă disponibilă comercial timp de 6 săptămâni. |
| Doză medie (14-15mg) | Se începe cu concentrație medie timp de 6 săptămâni.                  | Se reduce doza pentru tranziția fiziologică, timp de 2 săptămâni.           |
| Doză mică (7-10mg)   | Se scade doza pentru pregătirea opririi complete timp de 2 săptămâni. | Se scade doza pentru pregătirea opririi complete timp de 2 săptămâni.       |

## Intervenții comunitare
| Poftă de tutun           | 3 până la 8 săptămâni    |
| Amețeală                 | Câteva zile              |
| Insomnie                 | 1 până la 2 săptămâni    |
| Dureri de cap            | 1 până la 2 săptămâni    |
| Disconfort în piept      | 1 până la 2 săptămâni    |
| Constipație              | 1 până la 2 săptămâni    |
| Iritabilitate            | 2 până la 4 săptămâni    |
| Oboseală                 | 2 până la 4 săptămâni    |
| Tuse sau secreții nazale | Câteva săptămâni         |
| Lipsa de concentrare     | Câteva săptămâni         |
| Foame                    | Până la câteva săptămâni |

Intervențiile comunitare care utilizează „canale multiple pentru a oferi întăriri, sprijin și norme pentru a nu fuma” pot avea un efect asupra rezultatelor renunțării la fumat în rândul adulților. Printre metodele specifice utilizate în comunitate pentru a încuraja renunțarea la fumat în rândul adulților se numără:
- Reguli ce interzic fumatul la locul de muncă, în spațiile publice sau reguli voluntare de interzicere a fumatului în locuințe. Interzicerea fumatului în spitale și închisori poate reduce fumatul și expunerea la fumat pasiv.
- Campanii de informare privind efectele nocive ale fumatului pasiv. Un studiu a analizat intervențiile de oprire a fumatului aplicate oportunist, în cadrul camerelor de urgență (sfat, kit de vape de început și trimitere către un serviciu de renunțare). După 6 luni, mai mulți pacienți care primiseră intervenția completă renunțaseră la fumat față de cei care primiseră doar consiliere verbală.
- Majorarea prețului produselor din tutun. Se estimează că o creștere a prețului cu 10% poate duce la o creștere a ratei de renunțare cu 3–5%.
- Programele bazate pe telefon mobil, care trimit mesaje automate de susținere, pot ajuta mai mulți oameni să renunțe.
- Ziua Mondială fără Tutun, inițiată de Organizația Mondială a Sănătății, este marcată în fiecare an pe 31 mai.

## Beneficii pentru sănătate

Supraviețuirea de la vârsta de 35 de ani a nefumătorilor, a fumătorilor de țigări și ex-fumătorilor

Multe dintre efectele nocive ale tutunului asupra sănătății pot fi reduse semnificativ sau chiar eliminate prin renunțarea la fumat. Beneficiile pentru sănătate în timp includ:
- La 20 de minute după renunțare, tensiunea arterială și ritmul cardiac scad.
- După câteva zile: nivelul de monoxid de carbon din sânge revine la normal.
- În 48 de ore: încep să se refacă terminațiile nervoase, mirosul și gustul.
- În 3 luni: se îmbunătățesc circulația sângelui și funcția pulmonară.
- Într-un an: scad tusea și dificultățile de respirație
- În 1-2 ani: se reduce riscul de boală coronariană la jumătate.
- În 5–10 ani: riscul de accident vascular cerebral devine similar cu cel al unui nefumător, iar riscul de cancer oral, de gât, esofagian, vezical și cervical scade semnificativ
- În 10 ani: riscul de deces prin cancer pulmonar se reduce la jumătate; scade și riscul de cancer al laringelui și pancreasului
- În 15 ani: riscul de boală coronariană devine similar cu cel al unui nefumător; se reduce și riscul de a dezvolta BPOC[14]